# Судаков, Михаил Павлович
Михаи́л Па́влович Судако́в (12 апреля 1920 года — 30 декабря 1943 года) — советский танкист, гвардии старший лейтенант, Герой Советского Союза.

## Ранние годы
Родился 12 апреля 1920 года в деревне Глазуны ныне Торжокского района Тверской области в многодетной крестьянской семье. Отец – Судаков Павел Гаврилович, мать – Елена Николаевна (скончалась в 1936 году). Старшие братья – Судаковы Анатолий, Герман и Константин (все братья, кроме Константина, погибли на фронтах Великой Отечественной войны). Окончил неполную среднюю школу (7 классов), школу ФЗУ. Жил в городе Люблино (ныне район Москвы). Работал слесарем на Люблинском литейно-механическом заводе. Вскоре заслужил почетное в то время звание – стахановца.  Михаил мечтал стать летчиком, как Валерий Чкалов, посещал аэроклуб. В 1939 году был призван на службу в Красную Армию. 

## В годы Великой Отечественной войны
В мае 1941 года окончил полковую школу. Участник Великой Отечественной войны с июня 1941 года. Участник битвы за Москву.
В конце февраля 1943 года Судаков был представлен к своей первой награде – ордену Красной Звезды. Летом того же года красноармеец первым прорвал оборону противника в районе деревни Слузна под Смоленском. Как указано в наградном листе, Судаков разбил три десятка фашистов вместе с техникой. Под сильным огнём противника ему удалось эвакуировать с поля боя повреждённых два танка Т-34. В составе группы разграждения он лично снял на одном из участков противотанковые мины, дав возможность другим танкам зайти в укреплённое поселение. В результате был представлен к ордену Отечественной Войны II степени.
Командир взвода 2-й гвардейской танковой бригады (33-я армия, Западный фронт) гвардии старший лейтенант Судаков М. П. отличился 25 — 29 декабря 1943 года в боях в районе деревень Лобаны, Маклаки (Витебский район Витебской области). 
Командованием был отдан приказ о вытеснении немецких войск из города Лиозно, расположенного в Витебской области Белоруссии. В составе танковых подразделений действовал гвардии старший лейтенант Михаил Судаков, командовавший одним из танков.
В ходе боевых действий за овладение стратегически важной шоссейной дорогой, соединяющей города Витебск и Орша, 27 декабря 1943 года танк под его командованием первым прорвался на указанный участок и вступил в противостояние с тяжёлой штурмовой самоходно-артиллерийской установкой класса истребителей танков «Фердинанд».
В результате непродолжительного боевого столкновения «Фердинанд» был успешно уничтожен. Впоследствии танк Михаила Судакова продолжил боевые действия против второй установки аналогичного типа, которая, в свою очередь, нанесла повреждения башне его танка,  сам Судаков при этом был ранен.
Несмотря на полученное ранение, Михаил Судаков продолжил участие в бою, успешно уничтожив второе штурмовое орудие путём прицельного огня. В ходе этих боевых действий экипаж танка под его командованием уничтожил более 150 военнослужащих противника, 40 огневых точек, 10 противотанковых орудий, 6 миномётов, 9 мотоциклов, 2 бронемашины и 16 транспортных средств с различными грузами. Кроме того, он успешно отразил четыре контратаки противника, обеспечив тем самым возможность закрепления наших пехотных подразделений на занятых позициях.

К сожалению, несмотря на проявленный героизм и мужество, Михаил Судаков не смог оправиться от полученных ранений. Он скончался от тяжёлых травм в госпитале 30 декабря 1943 года.
Указом Президиума Верховного Совета СССР от 24 апреля 1944 года за образцовое выполнение боевых заданий командования на фронте борьбы с немецко-фашистскими захватчиками и проявленные при этом мужество и героизм гвардии старшему лейтенанту Судакову Михаилу Павловичу посмертно звание Героя Советского Союза.
Похоронен в посёлке городского типа Лиозно.

## Память
Именем М. П. Судакова названа одна из улиц города Москвы (до 1966 года улица Кирова в бывшем городе Люблино). Там же расположен сквер, которому дано название в честь Михаила Судакова, где между домами 14 и 16, установлен ему монумент. На здании Люблинского литейно-механического завода установлена мемориальная доска. Имя старшего лейтенанта Судакова занесено навечно в списки части, в которой он служил.
В ноябре 2011 года ГОУ СОШ № 1986 (с 2014 года ГБОУ Школа № 2010) было присвоено имя Героя Советского Союза Михаила Павловича Судакова. На фасаде школы и дома № 28 по улице Судакова установлены памятные мемориальные доски.

## Награды
Награждён орденами Ленина, Отечественной войны 2 степени, Красной Звезды, медалями.